# Tetraplaria australis
Tetraplaria australis is een mosdiertjessoort uit de familie van de Tetraplariidae. De wetenschappelijke naam van de soort is voor het eerst geldig gepubliceerd in 1879 door Tenison Woods.